# Charnoz-sur-Ain
Charnoz-sur-Ain – miejscowość i gmina we Francji, w regionie Owernia-Rodan-Alpy, w departamencie Ain.

## Demografia
Według danych na styczeń 2012 r. gminę zamieszkiwały 942 osoby, a gęstość zaludnienia wynosiła 142,3 osób/km².